# Gare de Tottori
La gare de Tottori (鳥取駅, Tottori-eki) est une gare ferroviaire de la ville de Tottori, dans la préfecture du même nom au Japon. Elle est exploitée par la compagnie JR West.

## Situation ferroviaire
La gare de Tottori est située au point kilométrique (PK) 230,3 de la ligne principale San'in. Elle marque le début de la ligne Inbi.

## Histoire
La gare a été inaugurée le 5 avril 1908.

## Service des voyageurs

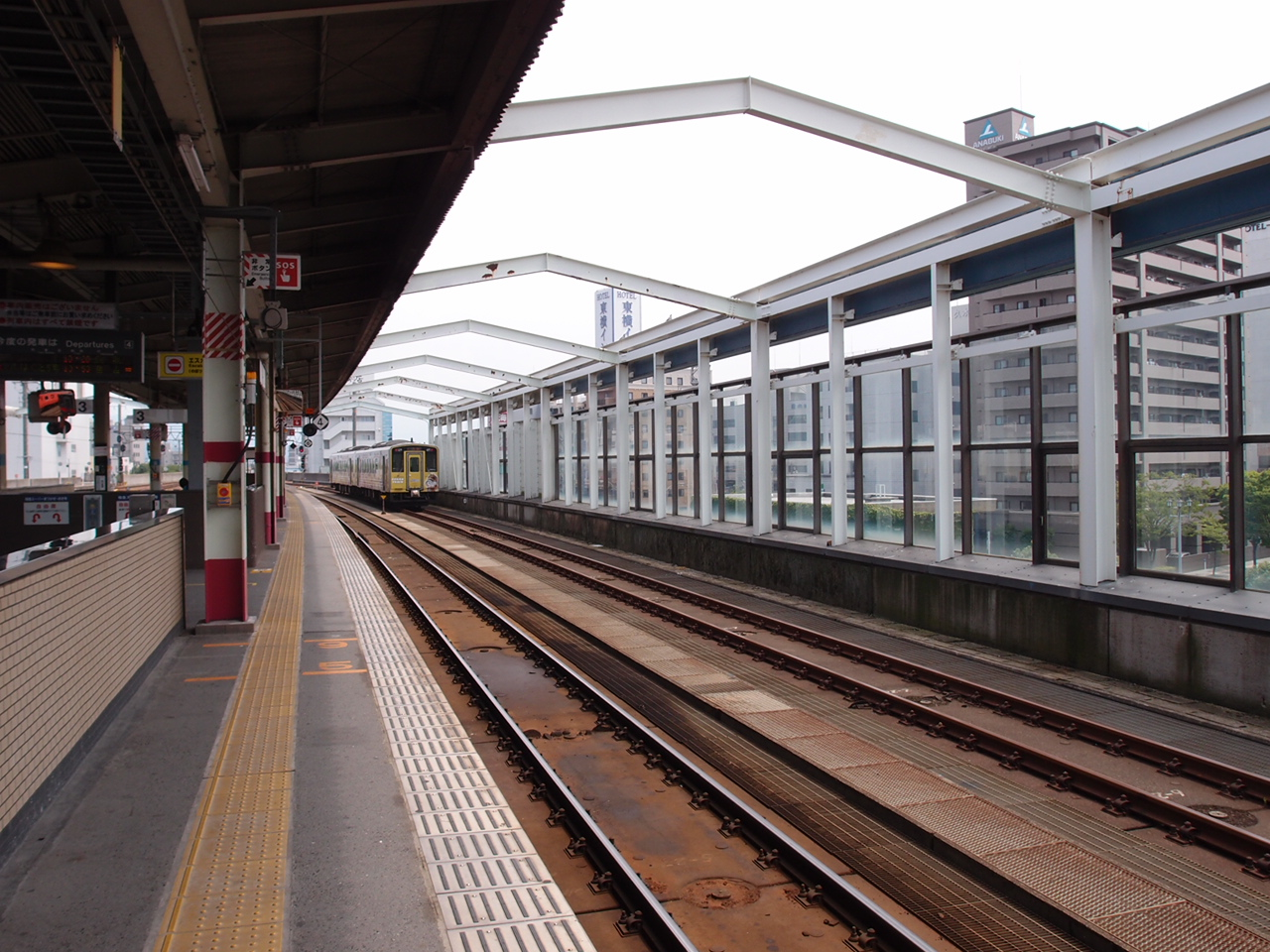
Vue des quais.

### Accueil
La gare dispose d'un bâtiment voyageurs ouvert tous les jours, avec des guichets et des automates pour l'achat de titres de transport.

### Desserte
- Ligne principale San'in :
  - voies 1 à 3 : direction Hamasaka, Toyooka et Osaka (services Hamakaze)
  - voies 1 à 4 : direction Kurayoshi et Yonago
- Ligne Inbi :
  - voies 1 et 2 : direction Chizu, Okayama (services Super Inaba), Osaka et Kyoto (services Super Hakuto)
  - voies 3 et 4 : direction Wakasa et Chizu